# Коровино (Переславский район)
Коровино — деревня в Переславском районе Ярославской области на реке Кипсе.
Постоянное население на 1 января 2007 года отсутствует.

## История
Деревня Коровино относилась к селу Красному, вместе с ним принадлежала Никитскому монастырю. В Смутное время в 1611 году деревню сожгли «литовские люди», а крестьян убили при осаде Никитского монастыря. После секуляризации монастырских вотчин в 1764 году Коровино, остававшееся пустошью, обращено было в помещичье владение. В конце XIX столетия оно принадлежало генералу от инфантерии Гавриилу Петровичу Самсонову, переименовавшему его в Александрино. По наследству в 1905 году оно перешло к Евгению Николаевичу Волкову. В революцию бывшая усадьба нарушена и на её месте (в 1927 году) переселенцы из села Лыченцы снова основали деревенский посёлок под тем же наименованием Коровино.